# هنري تيسي
الأب هنري تيسي (بالفرنسية: Henri Teissier)‏ هو قس كاثوليكي فرانكوجزائري وراعي الكنيسة الكاثوليكية الجزائرية سابقا ولد في 29 يوليو 1929 في مدينة ليون الفرنسية قضى معظم حياته في الرهبنة إلى غاية تعيينه من قبل الفاتيكان سنة 1995 راعيًا للأبرشية الجزائرية.